# Folilco

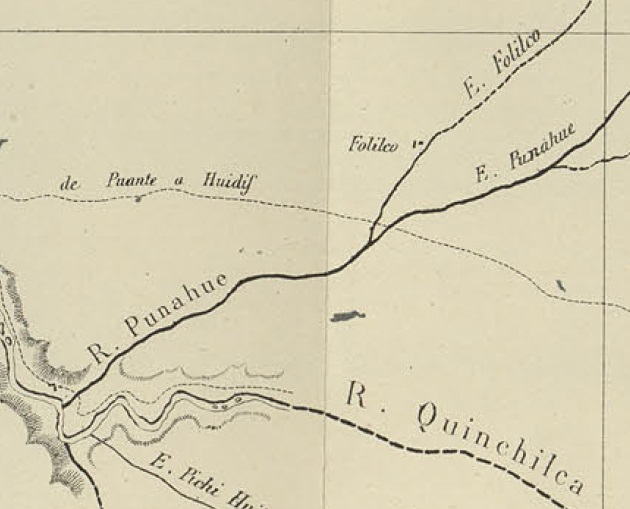
Folilco y Estero Folilco en el Mapa de la expedición de Francisco Vidal Gormaz en 1869

Folilco es un poblado de la comuna de Los Lagos, ubicada al oeste de la capital comunal.
Aquí se encuentra la escuela rural Folilco y El CECOSF de Folilco.

## Historia
Entre 1867 y 1869, el ingeniero Francisco Vidal Gormaz realizó trabajos de exploración de los afluentes del río Valdivia encomendados por el Gobierno de Chile. En enero de 1868 realizó el tramo del «Camino Real» entre Puante y Huidif, pasando por los esteros de Folilco, Punahue y la Tranca. El explorador describió el paso por varios fangales y lodazales «pegajosos y profundos» que solo era posible atravesar durante el verano. En el mapa de esta expedición, figura junto al ‘estero Folilco’ un asentamiento denominado Folilco, pero que no es mencionado en su publicación.

## Hidrología
Folilco se encuentra junto al estero Lleleufu y al noroeste del estero Punahue.

## Accesibilidad y transporte
A Folilco se accede desde la ciudad de Los Lagos a través de la Ruta T-45 a 14,8 km